# Guillem López Casasnovas
Guillem López Casasnovas (Ciudadela de Menorca, 1955) es un economista español. Desde 2005 hasta 2017 fue consejero en el consejo de gobierno del Banco de España.

## Biografía
Nacido en Ciudadela, casado y con tres hijos. Licenciado en Economía (Premio Extraordinario, 1978) y en Derecho (1979) por la Universidad de Barcelona, obtuvo su doctorado en Economía Pública de la Universidad de York (PhD, 1984). Ha sido profesor en la Universidad de Barcelona, visiting scholar en el Instituto de Investigaciones Sociales y Económicas de la Universidad de Sussex y en la Graduate Business School de la Universidad de Stanford. 
Desde junio de 1992, es catedrático de economía en la Universidad Pompeu Fabra (UPF), donde ha sido vicerrector de Economía y Relaciones Internacionales y decano de la Facultad de Economía y Empresa. En 1986 creó el primer curso de Postgrado en Economía de la Salud y gestión sanitaria, y en 1996 fundó el Centro de Investigación en Economía y Salud (CRES-UPF), que dirige en la actualidad. Asimismo, codirige del Máster de Gestión Pública (UPF-UAB-UB-EAPC) y hasta el 2013 el Máster en Economía de la Salud y Política Sanitaria en la Barcelona School of Economics (BSE). 
Desde 2005 hasta 2017 ha sido consejero del Consejo de Gobierno del Banco de España. Antes de él, fue consejero por cuota catalana Joaquim Muns (1994- 2004) y antes de él, Eugeni Domingo Solans (1994-1998), Alfred Pastor (1990-1993), José Luis Sureda (1985-1994) y Joan Sardà Dexeus (1980-1984). Fue sustituido por Núria Mas Canal.
Ha sido miembro del Consejo Asesor para la Reactivación Económica y el Crecimiento (CAREC) y el CASOST para el sistema de salud de Cataluña. También ha sido miembro hasta 2018  del Consejo Asesor del Ministerio de Sanidad y Política Social (desde 2000) y presidente de la International Health Economics Association, entre 2007 y 2013 y asesor sénior de la Organización Mundial de la Salud sobre las desigualdades en salud en la Unión Europea.
Tres de sus libros han recibido los premios Sarda Dexeus (en dos ocasiones) y de la Sociedad Catalana de Economía. En 2008 recibió el Premio Ramon Llull. Es miembro numerario de la Real Academia de Medicina de Cataluña, colegiado de mérito del Colegio de Economistas de Cataluña, miembro fundador del Instituto Menorquín de Estudios y del Círculo de Economía de Menorca, y miembro del Instituto Balear de Economía desde 1990 hasta 2011. Posee la medalla de oro del Colegio de Médicos de las islas Baleares, la de la Fundació Puigvert y la Medalla Josep Trueta al Mérito sanitario de Cataluña. Asimismo cuenta con el Premio Josep Llompart de Ciudadanía de Obra Cultural Balear y el de socio de Honor del Círculo de Economía de Mallorca. En el año 2012, fue investido doctor honoris causa por la Universidad ISalud de Buenos Aires. Es miembro del Capítulo español del Club de Roma. En 2016 recibió el Premio Creu de Sant Jordi, una de las máximas distinciones que otorga la Generalidad de Cataluña. Es también doctor honoris causa por la Universidad ISALUD de Buenos Aires. El 2021 ha sido nombrado por la ministra de Hacienda miembro de la Comisión para la Reforma Tributaria. Ha presidido entre el 2020 y el 2023 el Consejo de la Agencia de Avaluación Ivàlua de la Generalidad de Cataluña. Desde 2018 es miembro numerario del Instituto de Estudios Catalanes.
Las principales líneas de investigación incluyen la medición de la eficiencia del sector público, la revisión del papel del sector público en general (y en la sanidad, en particular), el déficit fiscal, la financiación autonómica y local, la economía de la salud, la dependencia y el equilibrio intergeneracional. Desde el CRES ha dirigido el proyecto sobre la propuesta de reforma de la financiación regional del sistema de salud en España a instancias del Ministerio de Sanidad y Consumo (1997), el sistema de pago del hospital de Cataluña, el proyecto de evaluación de las políticas de salud de las comunidades autónomas por encargo de la consejería de Presidencia de la Generalidad de Cataluña y la Fundación BBVA, y en el 2011 de la Ley de Dependencia para la comisión del Parlamento español. Ha sido miembro de la Comisión de Estudios de Balanza Fiscal entre Cataluña y el Estado español (1995-1998) del Instituto de Estudios Fiscales y todavía hoy, de la del Departamento de Economía y Finanzas de la Generalidad de Cataluña. Más recientemente, ha presidido la Comisión para la reforma de la Administración Pública de Cataluña (2014). Es miembro del Instituto de Estudios Catalanes y ha sido miembro del Consejo Consultivo de Omnium Cultural,  del Consejo de Dirección de Linguamon Casa de les Llengues. Asimismo, ha sido miembro del Consejo de Investigación de Cataluña para el Pacto Nacional de Investigación, de la Comis¡sión Mixta de Valoraciones de la Generalidad de Cataluña durante varios gobiernos y  del Consejo Asesor Internacional de Investigación del Hospital de San Pablo. Ha participado en la Comisión CAREC de la Generalidad de Cataluña y CASOST para la Sanidad catalana,  y presidido la comisión bilateral entre Cataluña y Baleares de relaciones fiscales y financieras. Actualmente es presidente del Consejo Asesor de Política Económica (CAPEC) de la Generalidad de Cataluña (2022-)
Ha sido miembro del Patronato de la Fundación Emili Darder, de la Fundación Víctor Grifols de Bioética y de la Universidad de Gerona para las Ciencias de la Salud, consejero de la Agencia para la Calidad del Sistema sanitario en Cataluña y patrono de la Fundació Puigvert. Ha sido consejero de la Agencia Española del Medicamento, miembro de la Junta Consultiva de FATEC, de la Fundación Para la Industria, y PIMEC Salud y del Consejo de Investigación de los Hospitales Sant Joan de Deu. En 2016 fue nombrado Socio de Honor del Círculo de Economía de Mallorca. En la actualidad es además miembro del Consejo Asessor por la Covid de la Generalidad de Cataluña y del Consejo del Ayuntamiento de Barcelona de la ODS por la sostenibilidad medioambiental y el Pacto 2030'. 
Además de director de la Revista Econòmica de Catalunya, es miembro del Consejo de Redacción de Hacienda Pública Española, de la Revista Española de Salud Pública, de la Revista Catalana de Dret Públic y de Review of Health Economics.
Actualmente dirige la Revista Económica de Cataluña y preside la Fundación Teatre Lliure. Es miembro del Patronato de la Junta Constructora del Templo de la Sagrada Familia desde el 2018.
Amén de los Grupos de Expertos en los que ha participado en Comisiones de Cataluña y Baleares, a nivel de Estado ha servido en los Comités para el Estudio de las Balanzas Fiscales, para la creación de la  Ley de Dependencia (Comisión Zaplana), la de la Evaluación de la Ley de Dependencia (por encargo de P Solbes), de la Reforma del Sistema Sanitario (ministra Pastor), la Reforma de la Financiación Autonómica (ministro Montoro) y recientemente la Comisión de Personas Expertas para la Reforma Fiscal (ministra Montero).

## Obras destacadas
Economía y Salud. Fundamentos y Políticas (amb V. Ortún), Ed. Encuentro, 1998
Gestión Pública. Fundamentos, técnicas y casos amb E. Albi i J.M. González Páramo (ed. Ariel)
Interfaz público-privado en Sanidad Ed Masson 1994
Incentives in Health Systems -Springer Verlag, Berlín, 1991
Incentivos y Control en la Empresa Pública Ariel, Barcelona 1991 (amb J. Enric Ricart i altres)
Les Finances de les Comunitats Autònomes: L'Experiència de Catalunya IEA, 1988
El valor de la salut i l'exigència social d'una major efectivitat dels recursos econòmics per assolir-la Reial Acadèmia de Medicina de Catalunya 2002
Anàlisi del Finançament Autonòmic de la Sanitat, Generalidad de Cataluña, 1992.
La sanitat catalana: Finançament i despesa en els seus referents comparats dintre de societats desenvolupades, Servei Català de la Salut, abril 2001.
En 2009 durante su etapa como profesor en la Universidad Pompeu Fabra de Barcelona, expulsa a Xapu de la universidad tras engancharlo copiando en el examen final de Sector Públic I.
El Bienestar Desigual. Lo que queda de los derechos sociales tras la crisis. Ed.Península 2016
La malaltia de la Sanitat Catalana: Finançament i Governança Ed Profit 2020.
Diálogos en la interfaz de la Economía y la Salud a propósito de la Covid 19, (dir) 1010 Ed Libro Académico
Menorca i Eivissa. Dues illes, dos relats històrics i econòmics, amb MA Casasnovas Ed Documenta Papers 2018
Relat d'Economia Menorquina, amb A Méndez Papers IME 2021.
....y más de un centenar largo de artículos y diversos libros de temática económica balear.